# (83360) Catalina
(83360) Catalina es un asteroide perteneciente al cinturón de asteroides, descubierto el 16 de septiembre de 2001 por Charles W. Juels y el también astrónomo Paulo R. Holvorcem desde el Observatorio Astronómico de Fountain Hills, Fountain Hills (Arizona), Estados Unidos.

## Designación y nombre
Designado provisionalmente como 2001 SH. Fue nombrado por el Catalina Sky Survey, que comenzó a funcionar en abril de 1998, un programa de búsqueda de objetos cercanos a la Tierra que utiliza un telescopio Schmidt de 0,76 m ubicado en el monte Bigelow en las montañas Catalina al norte de Tucson, Arizona.

## Características orbitales
Catalina está situado a una distancia media del Sol de 2,698 ua, pudiendo alejarse hasta 3,223 ua y acercarse hasta 2,173 ua. Su excentricidad es 0,195 y la inclinación orbital 12,379 grados. Emplea 1618,65 días en completar una órbita alrededor del Sol.

## Características físicas
La magnitud absoluta de Catalina es 15,20. Tiene 5,795 km de diámetro y su albedo se estima en 0,046.